# Drosera burmannii
Drosera burmannii, es una especie de planta carnívora perteneciente a la familia de las droseráceas. 

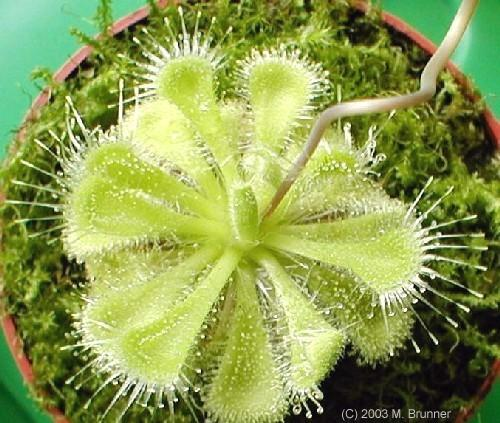
Vista de la planta

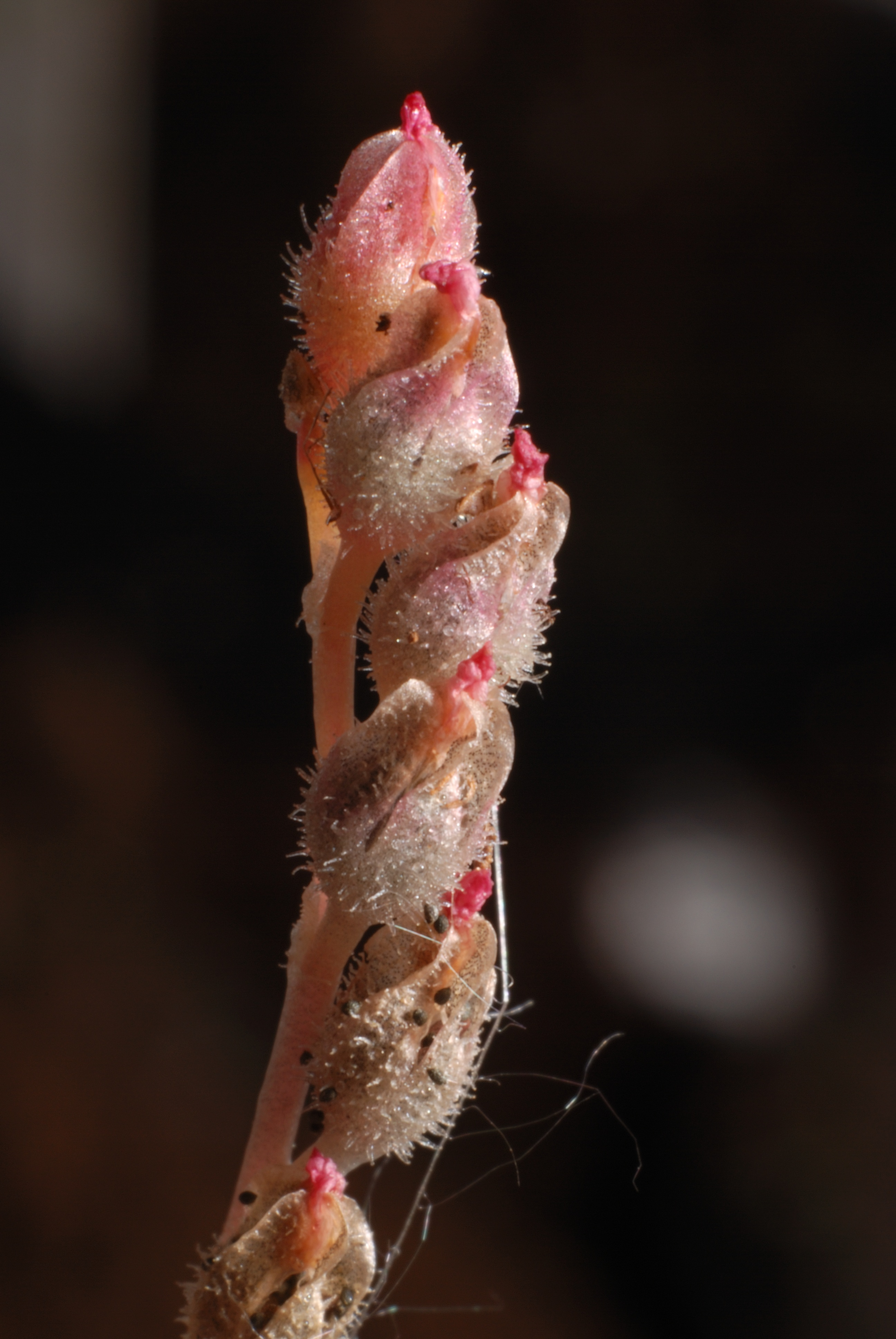
Inflorescencia

## Descripción
Normalmente se extiende por solo 2 cm de diámetro. Es una de las plantas carnívoras más rápidas en la captura y sus hojas se pueden enroscar en torno a un insecto en sólo unos segundos, en comparación con los minutos o las horas que tardan otras en rodear a su presa. 
En la naturaleza, D. burmannii es una planta anual, que produce grandes cantidades de semillas; pero en cultivo, cuando se cultivan en el interior durante los meses de frío, esta especie puede vivir durante muchos años.
Drosera burmannii produce tallos muy cortos y hojas en una roseta. Cada hoja en forma de cuña mide 8-10 mm de largo y 5-6 mm de ancho. Las flores blancas se producen en grupos de 3 a 10 alcanzando la inflorescencia un tamaño de 6-15 cm de altura, de la cual puede tener de uno a tres por cada planta.

## Propiedades
Drosera burmannii ha sido considerado un poderoso rubefaciente en la medicina Ayurveda.

## Taxonomía
Drosera burmannii fue descrita por primera vez por Johannes Burman en 1737 su publicación sobre la flora de Ceilán. Burman utilizó el epíteto de zeylonensis, pero la especie no fue publicada oficialmente hasta 1794 cuando Martin Vahl la nombró en honor de Burman como Drosera burmanni (el epíteto de especie es a veces ortográficamente corregido como burmannii ). En 1871 Heinrich Gustav Reichenbach describió una nueva especie, D. dietrichiana , que Ludowig Diels reducida a una variedad de D. burmannii en 1906 su monografía de la Droseraceae . La variedad fue descrita como una planta más grande y más robusto que D. burmannii var. burmannii . Tanto D. dietrichiana y la variedad se consideran sinónimos de D. burmannii . 
Drosera burmannii fue descrita por Martin Vahl y publicado en Symbolae Botanicae, . . . 3: 50. 1794.
Etimología
Drosera: tanto su nombre científico –derivado del griego δρόσος (drosos): "rocío, gotas de rocío"– como el nombre vulgar –rocío del sol, que deriva del latín ros solis: "rocío del sol"– hacen referencia a las brillantes gotas de mucílago que aparecen en el extremo de cada hoja, y que recuerdan al rocío de la mañana.
burmannii: epíteto otorgado en honor de Johannes Burman
Sinonimia
- Drosera burmanni var. dietrichiana (Rchb.f.) Diels
- Drosera dietrichiana Rchb.f.[7][8]